# 임형주
임형주(林亨柱, 1986년 5월 7일 ~ )는 대한민국의 성악가이자 팝페라 가수이다.

## 학력
- 서울신용산초등학교 (졸업)[4]
- 예원학교 성악과 (수석 졸업)[5]
- 미국 뉴욕 줄리어드 음대 예비학교 성악과 (심사위원 만장일치 합격)[5]
- 이탈리아 피렌체 산 펠리체 음악원 성악과 졸업[6]
- 오스트리아 빈 슈베르트 음대 성악과 석사과정 (초청학생 입학 및 수료)[6]
- 이탈리아 로마시립예술대학 성악과 최고연주자과정 졸업[7]

## 생애 및 주요 음악 활동
세계적인 팝페라테너 임형주는 이미 지난 1998년 4월 당시 만 12세의 나이로 서울신용산초등학교 재학중 자신의 첫 독집음반이자 기념음반을 삼성그룹 산하 삼성영상사업단의 삼성뮤직(삼성클래식스)레이블로 발표해 음악계의 큰 주목을 받으며 조국인 대한민국에서 먼저 데뷔하였다. 이후 2003년 1월에는 만 17세의 나이에 팝페라테너로서 데뷔하였으며, 같은 해 2월 25일 대한민국 제16대 노무현 대통령 취임식(KBS, MBC, SBS 등 지상파 3사는 물론 국내 각 주요 방송사, 케이블 방송사 전국 동시 생중계)에서는 헌정사상 역대 최연소의 나이로 애국가를 선창해 큰 반향을 일으켰다. 또한 당시 취임식은 역대 대한민국 대통령들의 취임식 사상 최초로 미국 CNN, 영국 BBC, 일본 NHK, 중국 CCTV 등 해외 140여개국 주요 방송사의 월드채널들에 위성송출(생중계) 및 단신 해외토픽 등으로 방영되었는데, 결과적으로 임형주에게는 대한민국을 넘어 전 세계적으로 자신의 이름을 알리는 결정적 계기가 되었다. 아울러 2003년 6월 30일 뉴욕 카네기홀에서 세계 남성 성악가 사상 최연소의 나이로 해외에서의 첫 독창회를 가졌고, 공연은 전석매진을 기록하며 큰 성공을 거두었다.
뉴욕 카네기홀 외에도 임형주는 링컨센터 앨리스 툴리홀, 헐리우드 보울, 로스앤젤레스의 월트 디즈니 콘서트홀과 오르페움극장, 보스턴 하버드대학교 나펠센터 메인 오디토리움, 런던 세인트 존스 스미스 스퀘어홀, 빈 콘체르트 하우스, 파리의 살 가보(살레 가보우)와 앵발리드 군사박물관 생루이성당 및 마들렌느성당(마들렌 사원), 로마 마르첼로 원형극장, 암스테르담 콘서트 헤보(콘세르트 헤보우), 베를린 유니버설홀, 잘츠부르크 미라벨궁전 마블홀, 체코 국영방송국홀, 도쿄의 산토리홀과 국제포럼회관 메인홀, 오사카 이즈미홀, 베이징 공공외교문화교류센터 대강당, 상하이 웨스틴, 중화민국 타이베이시 국부기념관 등지에서 공연 하였으며, 베를린 교향악단을 비롯 베를린 심포니 오케스트라, 빈 심포니 오케스트라, 체코 심포니 오케스트라, 모스크바 심포니 오케스트라,  도쿄 필하모닉 오케스트라, 뉴욕 메트로폴리탄 오페라 챔버 오케스트라, 로스앤젤레스(LA) 심포니 오케스트라, 뉴저지 필하모닉 오케스트라, 바이에른 챔버 오케스트라, 잘츠부르크 솔리스텐(졸리스텐), 빈 솔로이스츠 앙상블, 빈 모차르트 앙상블 오케스트라, 프라하 시티 신포니에타, 미국 연합 챔버 오케스트라, 중화민국 챔버 앙상블, 일본 바라단 실내 관현악단 등의 세계 유수의 오케스트라들과 서울시립교향악단, KBS 교향악단, 코리안 심포니 오케스트라, 유라시안 필하모닉 오케스트라, 서울 팝스 오케스트라, 프라임 필하모닉 오케스트라, 모스틀리 필하모닉 오케스트라, 밀레니엄 심포니 오케스트라, 제주도립교향악단, 천안시립교향악단, 창원시립교향악단, 전주시립교향악단 등과 같은 대한민국의 정상급 오케스트라들과 협연 및 공연하였다.
특히, 지난 2010년에는 그 해 12월 5일 뉴욕 카네기홀의 잔켈홀에서 있었던 독창회를 계기로 뉴욕 카네기홀 120여년 역사상 카네기홀에 존재하는 3개의 모든 홀(아이작스턴 오디토리움, 잔켈홀, 웨일 리사이틀홀)에서 솔리스트(단독공연자)로 공연한 최초의 한국국적의 한국인 음악가로 기록되어 임형주가 세계 음악계에서 얼마만큼 인정받고 있는지를 확인시켜 주었고, 뒤이어 12월 7일에는 UN본부가 수여하는 UN '평화메달'을 역대 최연소 및 한국인 최초로 수상하는 영예를 안으며 같은 날 UN본부 총회장에서 열린 시상식은 국내외 수많은 언론들에 대대적으로 보도되며 큰 화제를 낳았다.
이어 지난 2012년 11월 18일에는 대관심사가 까다로운 것으로 알려져있는 서울 예술의전당 오페라극장에서 1988년 개관 이래 소프라노 조수미, 가수 조용필, 조영남 이후 역대 4번째이자 최연소의 나이로 단독콘서트를 열어 큰 주목을 받았는데, 이 공연은 임형주의 첫 정통 클래식 독창회이기도 하였다. 더불어 당시  이 공연은 옥션의 주간티켓판매차트에서 수주간 1위 및 매진을 기록하며 뜨거운 인기를 끌었으며, 이 공연은 대한민국 지상파 방송사 중 유일한 클래식음악 전문 프로그램(방영기간만 13여년의 최장수 프로그램으로 기록)이었던 KBS 《클래식 오디세이》의 2013년 2월 설(구정) 연휴 기간에 특별편성되어 '팝페라테너 임형주 세계데뷔 10주년 및 국내데뷔 15주년 기념 특집'편으로 방영되었고, 동시간대 시청률 1위를 기록하였다. KBS '클래식 오디세이'가 한명의 음악가를 위한 특집을 방영했던 경우는 지휘자 정명훈, 소프라노 조수미와 신영옥, 피아니스트 백건우, 바이올리니스트 사라 장, 첼리스트 장한나 등 손에 꼽을 정도로 흔치 않았으며 팝페라/크로스오버 뮤지션으로서는 임형주가 최초여서 더욱 큰 화제와 인기를 얻었다.
한편, 임형주는 지난 2015년 10월 5일 다시 한 번 서울 예술의전당 오페라극장에서 독창회(단독콘서트)를 개최하여 조수미, 조용필에 이어 역대 3번째이자 또다시 최연소의 나이로 서울 예술의전당 오페라극장에서 2번이나 독창회를 개최하는 특별한 기록,을 세우게 되었다. 이 공연 또한 MBC 《TV 예술무대》를 통해 방영되었는데, 지상파에서 방영되는 단독공연 실황으로는 이례적으로 2부작으로 특별편성되어 공연 전체가 방영돼 국내 언론들로부터 크게 주목받았다.,
뿐만 아니라 지난 2013년 10월 6일에는 서울 국립극장 해오름극장(대극장)에서 자신의 세계 데뷔 10주년 및 국내 데뷔 15주년 기념 콘서트를 개최하여 만 27살의 나이로 한국의 3대 공연장으로 꼽히는 서울 예술의전당 콘서트홀과 오페라극장, 서울 세종문화회관 대극장, 서울 국립극장 해오름극장(대극장) 모두에서 단독콘서트 개최라는 큰 업적을 이룬 것은 물론 이날 공연에는 전 영부인인 김윤옥 여사가 임형주의 초청을 받고 관람하여 눈길을 끌기도 했다.
임형주는 데뷔 이후 오랜기간 대한민국의 국가적 주요 행사들에 수십차례 초청된 기록을 보유하고 있는 몇 안되는 음악가들 중 한명인데, 그는 지난 상암 월드컵 경기장에서 열린 2002년 한일월드컵 1주년 기념 평화콘서트를 비롯해 한·미(한국-미국)이민 100주년 기념 음악대축제, 2003년 대구유니버시아드 경축전야제, 남북 정전협정 50주년 기념행사, 2004년 ADB(아시아개발은행) 연차총회, 2005년 일본 아이치 엑스포 폐막콘서트, 2006년 독일월드컵 응원콘서트(토고전, 프랑스전, 스위스전), 제62회 UN의 날 기념 및 반기문 UN 사무총장 취임축하 ‘나눔과 평화 콘서트’, 대한민국 건국 60주년 기념 '나라 사랑 독도함 콘서트', 대한민국 건국 60주년 큰울림 한강축제 '빅스타 콘서트', 2008년 창원 람사르 총회(세계환경올림픽) 축하음악회, 대한민국 임시 정부수립 90주년 기념음악회, 대한민국 광복 65주년 기념음악제, 제91회 전국체전 개막식, 2010년 서울 G20 정상회의 경축음악회, 6·25 한국전쟁 60주년 기념공연, 2010년 남아공월드컵 첫 원정 16강 진출기념 음악회, 2011년 대구세계육상선수권대회 폐막식 전야음악회, 2011년 한·불(한국-프랑스)수교 125주년 기념음악회, 2011년 UEA 광주 정상회의 폐막식, 2013년 평창동계스페셜올림픽 프레대회 개막식, 2012년 런던올림픽 여자배구 세계 최종 예선(한일전) 애국가 선창, 2012년 여수엑스포 축하공연, 한·이(한국-이스라엘)수교 50주년 기념공연, 한국 YWCA 90주년 기념 '평화콘서트', 한·우(한국-우크라이나)수교 20주년 기념특별행사, 박근혜 대통령 프랑스 첫 공식방문 경축전야음악회, 한·일(한국-일본)수교 50주년 기념음악회, 2015년 광주유니버시아드 개막식, 대한민국 광복 70주년 기념 부산 세계불꽃축제, 2015년 광주디자인비엔날레 개막식, 2015년 한·일(한국-일본)국교정상화 50주년 기념공연, 2016년 부산항 개항 140주년 기념 '부산항축제', 2017년 국방부 '서울안보대화(SDD)' 문화공연, 2018년 평창동계패럴림픽 개막식 등등 일일이 열거하기 벅찰 정도의 국가의 대표적 행사들 및 국제적인 행사들에 수십차례 이상 초청되어 성공적인 공연을 펼쳤다.
아울러 임형주는 지난 2015년 11월경 한국인 최초로  이탈리아의 로마시립예술대학 성악과에 종신 명예교수로 임용되기도 했는데, 이러한 사실이 국내외 언론들을 통해 대대적으로 보도,되기도 하였다. 이후 2016년 7월에는 로마시립예술대학 개교이래 최초의 국제학부 성악과 종신 석좌교수로 보직이동 및 재임용되어 또다시 언론들에 큰 화제,를 낳았다.

## 사회공헌 및 기부 관련 활동
임형주는 지난 1998년 국내데뷔와 동시에 사회공헌 및 기부, 나눔 봉사활동에도 늘 앞장서왔는데, 각종 국가기관들과 NGO단체들 그리고 기타 여러 주요 자선/봉사단체들의 홍보·친선대사로 오랜기간동안 꾸준하고 성실하게 활발한 활동을 펼쳐오고 있음은 물론 지난 2008년 1월에는 당시 세계데뷔 5주년 및 국내데뷔 10주년을 맞아 그동안 자신이 벌어들인 수익금의 대부분을 기부하여 사회저소득층 예·체능 예술영재를 발굴하고자 비영리재단인 '(재)아트원문화재단'을 설립,,,하여 큰 주목을 받았고, 이후 지난 2011년 5월 16, 17일 양일간 방송된 KBS 2TV 《희망릴레이 - 우리는 한가족》 - '노래하고 사랑하고 행복하라 - 팝페라테너 임형주편'을 통해 재단 설립자금이 100억원 이상이라는 사실,이 대중들에게 다시 한 번 알려져 더욱 화제가 되었다.
더불어 이후 2013년 1월 초에는 재단 산하 유아학교인 '아트원소사이어티&스쿨'을 '소르고'라는 명칭의 대안유치원으로 재개원,하여 1600평 초호화 시설이지만 원비는 국공립수준으로 대폭 낮추고 보금자리주택 자녀들을 위한 특별전형을 준비하는 등의 새로운 '노블레스 오블리주'를 실천하여 큰 호응을 얻었다.

### 홍보·친선대사 및 자문위원 경력
| 년도                    | 홍보·친선대사 내역 |
| ----------------------- | --- |
| 2005년 10월             | - 대한적십자사 홍보대사 (대한적십자사 창립 100주년 역사상 역대 최연소 홍보대사),                                                    |
| 2007년 1월              | - 서울대학교병원 & LG생활건강 '아름다운 얼굴 캠페인' 홍보대사                                                                       |
| 2007년 11월             | - 문화체육관광부&한국관광공사 '코리아 인 모션(Korea In Motion)' 홍보대사                                                            |
| 2008년 2월              | - 2011 대구세계육상선수권대회 홍보대사,                                                                                             |
| 2009년 4월              | - 서울특별시 CO2닥터명예홍보위원(환경부문 홍보위원)                                                                                 |
| 2009년 8월              | - 서울충무로국제영화제 홍보대사 |
| 2009년 10월             | - 서울특별시 중구 홍보대사 |
| 2009년 12월             | - 국제구호개발기구 월드비전 홍보대사                                                                                                |
| 2010년 2월              | - 가톨릭대학교 서울성모병원 홍보대사                                                                                                |
| 2011년 6월              | - 사회복지공동모금회 '사랑의 열매' 홍보대사 (역대 최연소 홍보대사),                                                                 |
| 2011년 10월             | - 오스트리아 모차르트 홍보대사 |
| 2012년 4월              | - (사)녹색성장국민연합 홍보대사 |
| 2012년 10월             | - 한국 YWCA연합회 홍보대사 (창립 90년 역사상 최초의 홍보대사),                                                                      |
| 2014년 12월             | - 2015 광주유니버시아드대회 홍보대사 (문화예술인 최초)                                                                              |
| 2014년 12월             | - UNESCO(유네스코 한국위원회) 평화예술 친선대사 (한국 최초),                                                                        |
| 2015년 7월              | - 국방부 청소년 나라사랑 홍보대사                                                                                                   |
| 2015년 8월              | - (사)한중학술문화교류협회 친선대사                                                                                                 |
| 2015년 10월             | - 2015 광주디자인비엔날레 명예홍보대사                                                                                              |
| 2015년 10월             | - 대한적십자사 친선대사 (10년간의 홍보대사 활동 공로 및 여러 공적들을 인정받아 역대 최연소 친선대사로 승격됨) - 울산광역시 명예시민 |
| 2015년 11월             | - 서울지방경찰청 홍보대사 |
| 2015년 12월             | - 2017 경주세계유산도시기구(OWHC) 세계총회 홍보대사                                                                                 |
| 2016년 2월              | - 스페셜올림픽코리아 홍보대사, |
| 2016년 4월              | - 보건복지부 장애인 인식개선 홍보대사                                                                                               |
| 2016년 7월              | - 국방부 나라사랑 홍보대사 , |
| 2016년 8월              | - '평창스페셜뮤직&아트페스티벌' 조직위원 (역대 최연소)                                                                              |
| 2016년 10월             | - 문화유산국민신탁 홍보대사 (창립이래 최초의 홍보대사)                                                                              |
| 2017년 1월              | - 아시아헌법재판소연합(AACC) 연구사무국 홍보대사                                                                                    |
| 2017년 2월              | - 미국레코딩예술과학아카데미(NARAS) 정회원                                                                                          |
| 2017년 2월              | - 미국 그래미상 심사위원 (아시아 출신 팝페라가수 최초)                                                                              |
| 2017년 7월              | - 세계선거기관협의회(A-WEB) 홍보대사 (협의회 설립 이래 역대 최초의 홍보대사 위촉)                                                   |
| 2017년 7월              | - 중앙선거관리위원회 선거자문위원 (역대 최연소)                                                                                     |
| 2017년 7월              | - 국방부 문화예술 홍보대사 |
| 2017년 9월              | - UN글로벌콤팩트(UNGC) 친선대사 (한국인 최초)                                                                                       |
| 2017년 11월             | - 2018 평창동계올림픽·패럴림픽 조직위 홍보대사 (팝페라가수 중 최초)                                                                 |
| 2019년 9월              | - 대통령 직속 민주평화통일자문회의 제19기 자문위원 및 상임위원                                                                      |
| 2020년 2월 ~ 2024년 4월 | - 중앙선거관리위원회 선거자문위원                                                                                                   |
| 2020년 6월              | - 국방홍보원 홍보정책자문위원 |
| 2021년 2월              | - BNK금융그룹 BNK사회공헌 홍보대사                                                                                                  |
| 2021년 2월              | - 대한체육회 글로벌 홍보대사 |
| 2021년 6월~2024년 2월   | - 2024강원동계청소년올림픽대회(2024년 동계 청소년 올림픽) 지원위원                                                                  |
| 2021년 9월~2023년 9월   | - 대통령 직속 민주평화통일자문회의 제20기 자문위원 및 상임위원                                                                      |
| 2021년 9월~2023년 9월   | - 대통령 직속 민주평화통일자문회의 제1대 청년운영위 운영위원                                                                        |
| 2023년 6월~현재         | - 몽골 노밍요스 중등학교 명예교장                                                                                                   |
| 2023년 9월~현재         | - 대통령 직속 민주평화통일자문회의 제21기 자문위원 및 상임위원                                                                      |
| 2023년 12월~현재        | - 영국왕립예술학회 종신 석학회원 선정 및 영국왕실로부터 'FRSA' 공칭 수여받음                                                        |

## 음악 외 언론, 문학, 영화, TV MC, 라디오 DJ, 레코딩 프로듀서, 예술감독 관련 활동
임형주는 언론계에도 큰 관심을 나타내며 경향신문사와 시사주간지 뉴스메이커(Weekly경향)의 최연소 자문위원 및 미국의 유명 경제 월간지 포브스(라이센스판)과 중앙일보(인터넷판)에 한국을 대표하는 경제 CEO들은 물론 정치, 문화, 사회 등 각 분야를 이끌어 나가고 있는 한국의 리더들을 심층 인터뷰하는 ‘임형주가 만난 한국의 리더들’이란 코너를 맡아 2009년~2010년까지 연재하며 공식적인 인터뷰어 활동을 하였고, 동아일보, 중앙일보(중앙Sunday), 경향신문, 서울신문, 메트로신문 등 한국의 유력 일간지들에 칼럼을 기고하기도 했다. 특히 동아일보의 역대 최연소 객원 고정 칼럼니스트로서 2010년~2016년까지 무려 6년여의 기간동안 활동 했으며, 서울신문에서도 지난 2012년~2013년까지 그 해 최연소 객원 고정 칼럼니스트로 위촉되어 몸담았었다. 또한 지난 2014년부터는 글로벌 인터넷 언론사인 허핑턴포스트(코리아)의 문화섹션 객원 고정 필진으로 위촉되어 현재까지 활동하고 있다.
이와 함께 지난 2005년 3월에는 자신의 모친과 함께 첫 자전에세이집인 'Only One'을 출간하여 당시 영풍문고 종합베스트셀러 1위를 차지하는 깜짝 이변을 낳았고, 이후 2011년 11월에는 첫 역사에세이집 '임형주, 장희빈을 부르다'를 출간하여 인터파크 역사/여성사부문 수주간 1위 및 교보문고 베스트셀러 15위에 랭크됨과 동시에 수만권이 팔려나가는 등 예상외의 큰 인기를 얻으며 작가로서도 성공적인 첫발을 내디뎠다.
이어 임형주는 지난 2011년 8월, 데뷔 이후 처음으로 자신의 뮤직비디오 시나리오 집필 및 공동 연출·감독을 맡았던 경험,을 바탕으로 이후 지난 2014년 2월 자신의 정규 5집 앨범인 《파이널리 - Finally(2014)》와 동명의 제목으로 뮤직무비 겸 단편영화를 제작하여 시놉시스와 시나리오, 콘티 제작단계부터 자신이 직접 관여함은 물론 단독으로 감독을 맡아 단편영화 감독 데뷔,를 하였다. 이 영화는 같은 해 3월 9일 서울 압구정 CGV에서 특별 개봉 및 VIP시사회를 개최하였고 좌석 매진은 물론 DVD도 발매 이틀만에 완판에 가까운 판매량을 보이는 등 영화감독으로서의 가능성도 선보이며 자신의 다재다능함을 과시하기도 하였다.
이러한 경험들을 바탕으로 임형주는 지난 2016년 11월, 데뷔이후 처음으로 연기에 도전하게 되는데 그 작품이 바로 그의 첫 연기데뷔작이자 주연작인 《마지막 고해 - The Last Confession(2016)》이다. 이 작품은 국내 최초로 시도되는 가톨릭 단편음악영화로서 임형주는 이 영화에서 각본·제작·투자·음악·주연까지 총 1인 5역을 맡아 열연하여 개봉전부터 여러 언론매체들로부터 큰 주목,,을 받았음은 물론 이후 지난 2016년 11월 7일과 8일 양일간 연이어 CGV청담씨네씨티에서 특별단관개봉 및 VIP언론시사회와 관객과의대화 이벤트를 각각 성황리에 개최해 여러 주요언론들로부터 뜨거운 화제를 불러 일으키며 나름 성공적인 연기자 데뷔를 하게 되는 행운을 얻게 되었다. 한편, 이 영화는 개봉직후 DVD로 편집돼 이 영화의 OST앨범 형식으로 발매된 임형주의 정규 6집 앨범 'The Last Confession'과 합본 패키지로 발매되어 발매 첫주 클래식앨범 주간판매차트 1위를 거머쥐기도 했다.
한편, 임형주는 뛰어난 말솜씨와 전문성을 바탕으로 2011년 자신의 생일날이기도 한 5월 7일 방영된 KBS 《찾아가는 음악회》의 '가정의 달 특집편'에 백승주 아나운서와 함께 발탁되어 당시 데뷔 이후 처음으로 지상파 MC 데뷔를 하게 되었다. 이후 같은 해 11월 15일 방영된 MBC 창사 50주년 기념 특집방송 《마음의 눈으로 가을을 만나다-숲속콘서트》에서 인기성우 서혜정과 함께 MC를 맡아 자신의 두 번째 지상파 MC이자 같은 해 KBS와 MBC 양측 모두에서 MC데뷔라는 특별한 기록을 갖게 되었다. 뿐만 아니라 두 번의 방송 모두 자신의 MC출연료(개런티)를 사회저소득층과 불우이웃들에게 전액기부하는 가슴 따듯한 훈훈한 모습을 선사하기도 했다.
뒤이어 임형주는 지난 2017년 11월 자신이 선거자문위원으로 몸담고 있는 중앙선거관리위원회가 운영하는 케이블 방송채널인 한국선거방송의 자신의 이름을 딴 토크프로그램 《임형주와 사람》을 통해 고정 단독 MC로 발탁되기도 했으며, 이 프로그램은 국내 언론의 큰 주목을 받기도 했다. 이후 2021년 3월에는 한반도 시사 토크프로그램인 KTV 《여러분의 북마크》의 고정 MC로 낙점되어 현재까지도 방송중에 있다.
위와 같은 MC 경험을 발판삼아 임형주는 2021년 4월 자신의 데뷔 23년만에 cpbc(가톨릭평화방송) FM(라디오)에서 자신이 대한적십자사에 헌정했던 코로나19 극복 대국민 희망 캠페인송과 동명의 제목인 주말저녁 음악프로그램 《임형주의 너에게 주는 노래》를 통하여 DJ로도 데뷔하게 되었으며, 첫 방송날 자신의 오랜 문화예술계 관련 지인들인 월드 소프라노 조수미를 비롯해 앵커 백지연, 국민 배우 김희애와 최불암, 김수미, 이수혁, 송재희, 방송인 황광희, 개그우먼 김미화, 조혜련 등의 축하 음성메시지들을 공개해 당시 청취자들에게 큰 화제를 불러 모으며 자신이 왜 '태평양 인맥'으로 불리는 지를 다시 한 번 입증시키기도 했다.
덧붙여 임형주는 2021년 6월에는 자신의 예원학교, 줄리어드음대 예비학교 성악과 직속후배인 소프라노 조수아(본명:조푸름)의 데뷔앨범 'La Prima Donna'의 레코딩 프로듀서 겸 보컬 디렉터로 참여해 앞으로 예술감독을 겸직하겠다고 깜짝 공식선언을 하여 국내 여러 언론들의 기사화가 되기도 했다.,

## 기타 경력
임형주는 자신이 설립한 '(재)아트원문화재단'의 상임이사들 중 한명으로서 2008년~현재까지 재직하고 있는 것은 물론 지난 2006년 4월 당시 만 20세의 나이로 국내 최연소 교향악단 음악감독이라는 기록을 세우며 '코리안 포스트 챔버 오케스트라'를 창단한 이후 햇수로 창단 5주년이 되는 해였던 지난 2010년 12월 서울 코엑스 오디토리움에서 개최된 '서울 G20 정상회의 경축음악회- 2010 임형주 송년콘서트 Miracle History'에서의 반주를 맡은 것을 계기로 한층 악기편성을 확대하고 더욱 실력있는 단원들을 선발하여 민간단체 오케스트라이지만 한국을 대표하는 필하모닉 오케스트라가 되자는 원대한 목표를 갖고 ‘코리안 내셔널 필하모닉 오케스트라(KNPO)’라는 명칭으로 새롭게 출범시킨 뒤 현재까지도 이 단체의 음악감독을 맡고 있다. 이와 더불어 임형주는 남양주시립 청소년 관현악단인 '드림키즈오케스트라'의 총예술감독 등으로도 활동 중이다.

## 특이사항
그동안 임형주는 한국을 대표하는 음악가라는 명성에 걸맞게 대한민국의 국가적 주요 행사들에 수십차례 초청되어 문재인(19대) 박근혜(18대), 이명박(17대), 노무현(16대), 김대중(15대), 김영삼(14대), 노태우(13대), 전두환(12~11대), 최규하(10대) 등의 전직 대통령들 앞에서 애국가 독창 및 공연을 하였으며, 가장 최근 취임한 제20대 윤석열 대통령까지 포함하면 지금껏 임형주는 대한민국의 총 10명의 전·현직 대통령들 앞에서 애국가를 독창하는 진기록을 보유하게 됐다., 또한 임형주는 데뷔 이후 10대 중반부터 20대를 거쳐 30대 초반까지 꾸준하게 각기 다른 여러정부들의 초청으로 청와대 본관은 물론 영빈관, 녹지원, 상춘재, 사랑채 등에서 공식적으로 무려 6번이나 특별공연 및 만찬행사들에 참석하였는데,, 특히 지난 2016년 9월 5일에는 청와대의 주요부속건물 중 한 곳인 사랑채에서 개관이래 처음으로 독창회를 개최하여 큰 화제가 되기도 했다. 게다가 임형주는 청와대와 가까운 곳에 위치해 있는 국무총리공관에서도 지난 2012년 9월 당시 김황식 대한민국 제41대 국무총리의 초청으로 역대 최연소의 나이로 특별 단독공연을 펼쳐 국내의 유력 언론들로부터 뜨거운 주목을 받기도 했다. 이와 더불어 지난 12월 28일에는 서울 여의도에 위치한 국회의사당 내 헌정기념관 대강당에서 특별독창회 '팝페라테너 임형주의 평화와 화합의 콘서트 - 새로운 대한민국을 위하여!'를 개최해 여야국회의원들과 국회사무처 직원들 및 관계자들로부터 기립박수를 받음과 동시에 크나큰 성공을 거두었다.
임형주는 지난 2004년 5월 5일(어린이날) 서울 호암아트홀에서 열린 제22회 《MBC 창작동요제》에 당시 만 18세의 나이로 역대 최연소 심사위원으로 위촉되어 큰 화제를 불러 모았다. 《MBC 창작동요제》는 대한민국 최초의 창작동요제로서 오랜 역사와 전통, 권위를 인정받는 유명 동요대회이다. 더군다나 당시 2004년 개최된 제22회 대회는 대한민국 동요 탄생 80주년의 해를 기념하는 특집방송을 겸하는 자리여서 그 전년도 대회때보다 훨씬 성대하게 개최되었고, 따라서 더욱 많은 이들의 관심이 집중될 수 밖에 없는 대회였다. 그렇기 때문에 더욱더 임형주의 역대 최연소 심사위원 위촉 소식이 큰 화제를 불러 일으켰던 것이다.
지난 2005년 12월 31일에는 한국 클래식 음악가 최초로 일본의 대표적 음악프로그램인 제56회 NHK 《홍백가합전》에 초청되어 일본의 전설적인 국민 여가수인 마츠토야 유미와 함께 'Friends Of Love The Earth'라는 프로젝트명으로 대한민국 대표 음악가로서 출연 및 공연을 펼쳤으며, NHK 트로피를 수상하기도 하였다. 아울러 임형주는 지난 2005년, 2007년, 2009년 SBS 《문화가중계》와 2013년 KBS 《클래식 오디세이》 및 2015년 MBC 《TV 예술무대》까지 대한민국의 지상파 3사 모두에서 자신의 독창회 공연 실황이 방영된 음악가라는 뜻깊은 기록도 수립하게 되었다. 더군다나 그의 나이 만 29세에 이뤄낸 성과이기에 더욱 의미가 깊고 값지다.
또한 임형주는 지난 2015년 4월 23일 미국 보스턴에 위치한 명문대학인 하버드대학교의 나펠센터 메인 오디토리움에서 한국국적의 문화예술인으로는 역대 최연소의 나이(당시 만 28세)로 특강 및 미니콘서트를 가져 국내 언론들은 물론 뉴욕타임스(인터내셔널판)에 전면 대서특필되어 다시 한 번 세간의 이목을 집중시키며 큰 주목을 받았다.
위와 같은 해인 2015년 9월 6일과 13일에는 MBC 《미스터리 음악쇼 복면가왕》에 '상남자 터프가이'라는 명칭으로 출연하여 가왕후보결정전인 최종 3라운드까지 올라 수많은 시청자들과 네티즌들에게 역대급 반전을 선사하며 뜨거운 화제를 불러 일으켰다.
한편, 임형주는 그동안의 선례들로 비추어 볼 때 국제적 명성의 음악가로서는 매우 이례적으로 지난 2017년 3월 13일 경기도 파주에 위치한 육군 1사단으로 현역으로 입대하여 당시 SBS 《한밤》, MBC 《섹션TV연예통신》과 같은 지상파의 대표연예정보 프로그램들은 물론 YTN, MBN, 연합뉴스TV 등의 뉴스채널 및 지상파 방송사들의 아침뉴스 등에 대대적으로 보도되며 큰 주목을 받기도 하였다. 또한 평소 친한 동생이자 절친으로 잘 알려져 있던 MBC 《무한도전》의 멤버 황광희와 우연히도 같은 날 동시에 입대하게 되어 더욱 큰 화제,,를 낳았음은 물론 입대 전날 국민 소프라노 조수미도 임형주에게 응원카톡을 보낸 것이 알려져 임형주의 태평양 인맥과 국제적 명성을 실감케 하였다.
그러나 임형주는 육군 1사단 군악대로 자대배치를 받아 복무하던 중 병무청 지정병원과 국군수도병원 진단 결과 '요족' 확진으로 신체급수 3급에서 4급으로 재판정을 받게되어 '현역부적합심사'를 통해 지난 6월 9일자로 보충역인 사회복무요원으로 전환돼 남은 군복무일수를 '대체복무'하게 된 사실이 언론을 통해 크게 보도되어 많은 이들을 안타깝게 했다. 네티즌들은 그가 입대당시부터 1~2급이 아닌 현역의 마지노선인 3급을 겨우받고 입대했기 때문에 다행히도 그의 진정성을 신뢰하고 응원하는 호의적인 의견들이 지배적이었으며, 국민여론의 지표라 할 수 있는 국내 1위 포털사이트인 네이버의 댓글여론도 무척 좋은 편이었다.
이후 2019년 6월 18일자로 임형주는 용산구청 소속의 사회복무요원에서 소집해제 되었으며, 그는 복무중에도 자신의 근무지인 시립용산노인종합복지관에서의 주업무와는 별개로 해당 복지관 어르신들을 위한 한국가곡교실 '싱싱 라이프'(Sing Sing Life)와 실버합창단의 특별강사 겸 지휘자로 재능기부는 물론 피아노 반주자 개런티까지 기부한 사실과 더불어 그동안의 성실 복무 및 공로를 인정받아 용산구청 모범사회복무요원 선정을 비롯 병무청 사회복무연수센터 모범교육생 표창, 한국보건복지인력개발원장 표창, 국가보훈처장상, 제20대 국회 국방위원장상 등을 수상한 사실도 함께 국내 언론들을 통해 보도되었다. 또한 SBS 《주영진의 뉴스브리핑》의 엔딩뉴스로 소집해제 소식이 보도되며, 임형주는 지상파의 대표 연예정보 프로그램들은 물론 이례적으로 일반 뉴스보도 프로그램에까지 군복무관련 소식이 보도되는 또하나의 새로운 기록을 자신의 이력에 추가하게 되었다.

## 음반 활동
임형주는 지난 1998년 삼성영상사업단을 시작으로 2003년 신나라뮤직과 소니뮤직, 2005년 Avex, 2006년 EMI, 2010년 워너뮤직 등 국내외 유명 메이저 음반사들과 연이어 계약을 체결하며 총 16장의 독집음반들을 발매하였다.
특히, 국내 데뷔 15주년의 해였던 지난 2013년 11월 경에는 발매한 모든 독집음반들의 국내 총 누적판매량이 '100만장 돌파'라는 경이로운 대기록을 수립하며 음반협회와 소속사로부터 100만장 인증패를 수여받아 국내외 언론들의 이목을 집중시켰다. 이는 클래식 뮤지션으로서는 소프라노 조수미 이후 역대 두 번째 기록이며, 팝페라/크로스오버 뮤지션으로서는 단연 최초의 기록이다. 거기에다 임형주는 지난 2003년 팝페라 데뷔앨범 'Salley Garden'으로 발매 첫 주 국내 클래식 음반 주간판매차트 첫 1위를 기록한 이후 지금까지 발매한 16장('Whispers of Hope' 제외)의 독집음반 모두가 발매 첫 주 1위에 랭크되는 쾌거를 이룩하기도 했다.
게다가 임형주는 지난 2005년 시청률 32.2%를 돌파하며 동시간대 시청률 1위를 기록했던 KBS의 인기 시대극드라마인 《쾌걸춘향》의 주제가인 '행복하길 바래'를 시작으로 2007년 SBS 대하사극 《왕과 나》의 주제가 '부디', 2010년 MBC 대하드라마 《동이》의 주제가 '애별리'와 같은 방송사의  2011년 MBC 대하드라마 《계백》의 주제가 '한 걸음만'을 부르며, 만 24살의 나이로 대한민국의 지상파 3사 KBS, MBC, SBS의 시대극 및 사극 드라마의 OST 주제가를 부른 유일한 음악가로 기록되며 '시대극과 사극 OST의 흥행보증수표'라는 평가를 받기도 하였다. 또한 앞서 열거한 4개의 드라마 모두 동시간대 시청률 1위를 기록,,하기도 했다.
더불어 이 드라마들 외에도 KBS 아침드라마인 《찔레꽃》과 《순옥이》, SBS 창사특집 드라마였던(후에 영화판으로 개봉되기도 한) 《압록강은 흐른다》 등의 주제가를 부르기도 하였다. 게다가 《압록강은 흐른다》는 이례적으로 OST 주제가 및 삽입곡 전곡이 모두 자신의 노래들로만 구성되어 더욱 화제를 모았다.
한편, 지난 2014년 6월에는 유니버설뮤직과 국내 독점 매니지먼트 협력계약을 체결하며 세계 4대 메이저 음반사(소니뮤직, EMI, 워너뮤직, 유니버설뮤직)와 모두 독집음반 유통계약을 체결한 최초의 한국국적의 한국인 뮤지션으로 기록되어 또다시 화제의 중심에 서게 되었고, 바로 그 전인 같은 해 4월 25일에는 세월호 참사 추모곡이자 지난 2009년 2월 발매된 바 있는 자신의 대표곡 중 한곡인 "천개의 바람이 되어"가 데뷔 16년만에 처음으로 국내 7개의 음원 사이트들의 음원종합차트에서 1위를 기록해 큰 주목을 받았으며, 같은 해 7월에는 미국을 대표하는 세계적 권위의 음반/음원판매 집계사이트인 빌보드의 K-hot 100차트(같은 해 4월 30일자)에서 한국인 클래식/팝페라 뮤지션 사상 최초로 10위(2주 연속)를 기록한 사실이 뒤늦게 알려져 세간의 큰 관심을 모으기도 하였다.

## 음반 목록
| - 1998년 4월, 국내데뷔 음반 - 《Whispers of Hope》 - 2003년 1월, 팝페라 및 세계데뷔 음반 겸 1집 - 《Salley Garden》 - 2003년 9월, 2집 - 《Silver Rain》 - 2004년 3월, 3집 - 《Misty Moon》 - 2005년 10월, 4집 - 《The Lotus》 - 2013년 12월, 5집 - 《Finally》 - 2015년 2월, 5.5집 - 《Sarang : Love》 - 2016년 11월, 6집 - 《The Last Confession》 - 2021년 11월, 7집 - 《Lost In Time》 - 2022년 11월, 8집 - 《Lost In Memory》 - 2023년 11월, 9집 - 《Life On Air》 | - 2005년 - 《Live From Seoul》 - 2006년 - 《White Dream》 - 2007년 - 《Eternal Memory》 - 2009년 - 《My Hero》 - 2010년 - 《Miracle History》 - 2011년 - 《Once More》 - 2012년 - 《Oriental Love》 - 2013년 - 《Classic Style》 - 2013년 - 《All My History》 | - 2006년 - 《Acacia》 - 2009년 - 《Crystal Tears》 - 2011년 - 《Beautiful Wish》 - 2012년 - 《Eastern Shadow》 - 2014년 - 《천개의 바람이 되어(A Thousand Winds)》 - 2015년 - 《Always There(언제나 그 자리에)》 featuring 시크릿가든 - 2017년 - 《Around Thirty》 - 2019년 - 《A New Road》 3.1운동 및 대한민국 임시정부수립 100주년 기념싱글 - 2020년 - 《너에게 주는 노래(A Song For You)》 대한적십자사 코로나19 극복 대국민 희망 캠페인송 - 2023년 - 《Living History》 세계데뷔 20주년 및 국내데뷔 25주년 기념싱글 |

## 저서
- 《임형주의 Only One》 2005년, ISBN 978-89-0104-917-5
- 《임형주, 장희빈을 부르다》 2011년, ISBN 978-89-9672-361-5

## 수상 경력
| 년도   | 수상 내역 |
| ------ | --- |
| 2000년 | - 제1회 CBS 전국음악콩쿠르 1등 |
| 2001년 | - 제5회 전국 청소년 음악콩쿠르 1등 - 제12회 음악저널 전국학생음악콩쿠르 1등 - 예원 연주회 성악과 최초 협연 (공연장소 : 서울 예술의전당 콘서트홀) - Casual Classic 국제 장학 음악콩쿠르 성악부문 우승 및 장학생 선발 |
| 2002년 | - 예원학교 성악과 실기수석 및 음악공로상 수상 |
| 2003년 | - 미국 USO협회 ‘명예기여훈장’ 수상 (역대 한국인 수상자 중 최연소) |
| 2004년 | - 미국면화협회(코튼카운슬인터내셔널-CCI) 선정 올해의 아시아지역 아티스트 및 메인 모델 (한국인 음악가 최초 및 역대 최연소 선정) |
| 2005년 | - SONY BMG 본사 골든 디스크상 - 한국교육개발원 조사 ‘우리나라 중·고등학생이 가장 만나고 싶은 명사’에 노무현, 이건희, 안철수 등과 함께 선정 - 네이버 및 네티즌 선정 ‘대한민국을 대표하는 아름다운 30인’ 예술/학술인 부문에 조수미, 앙드레김 등과 함께 선정 - 일본 NHK 《홍백가합전》 트로피 (한국인 클래식 음악가로는 최초 및 최연소 수상) |
| 2007년 | - 대한적십자사 총재 감사패 - 예원학교를 빛낸 상 (예원학교 모교를 빛낸 동문상) - 유네스코 한국위원회 조사 ‘청소년이 존경하는 100인’ 문화/예술인 부문에서 조수미, 정명훈, 이문열 등과 함께 선정 |
| 2009년 | - 한국관광공사 선정 ‘한국대표인물 100인’ |
| 2010년 | - UN '평화메달' (한국인 최초 및 역대 최연소 수상) |
| 2011년 | - 제1회 '이달의 나눔인' 보건복지부장관상 (수상자 중 최연소) - 한국신문협회 선정 '올해의 신문읽기 스타상' (역대 수상자 중 최연소) |
| 2012년 | - 보건복지부장관 감사패 - 인터파크 조사 네티즌 선정 '2012 최고의 음반/DVD' 클래식부문 1,2,3위 석권 (역대 최초의 기록) |
| 2013년 | - 서울대학교 총장 감사장 - <시사저널>/미디어리서치 공동 조사 및 국내 15개 분야 전문가 1500명이 선정한 '대한민국을 이끌 차세대리더 100인' 음악부문 첼리스트 장한나에 이어 2위 선정 (TOP5 중 최연소) - 사회복지공동모금회 사랑의 열매 감사패 - 인터파크 조사 네티즌 선정 '2013 최고의 음반/DVD' 클래식부문 1,2위 석권 (2년 연속) 및 '2013 올해의 아티스트' 클래식 부문 1위 |
| 2014년 | - KBS '대한민국 나눔국민대상' 인적나눔상 및 보건복지부장관표창 수상 (2011년 보건복지부 장관상에 이어 표창까지 '2관왕' 기록) - 미국 캘리포니아 하원의회표창 수상 - 인터파크 조사 네티즌 선정 '2014 최고의 음반/DVD 골든뮤직어워드' '2014 올해의 아티스트' 클래식 부문 1위 |
| 2015년 | - 미국 오바마 대통령상 수상 (한국 문화예술인 중 최연소 나이로 수상) - 미국음악평론가 '그레이스 케이코'가 'CNN iReport'에 기고한 '세계 3대 팝페라테너' 선정 (아시아인으로서 유일), - 영국 BBC라디오 프로듀서가 직접 선정해 'BBC 뮤직매거진'을 통해 게재한 '세계에서 가장 영향력있는 팝페라가수 TOP5' 선정 (아시아인으로서 유일), - '제10회 대한민국 자원봉사대상' (당해년도 최연소 수상자) - 대한민국 대통령표창 (역대 최초로 같은해 한·미 대통령표창·상 모두 수상), - 나라사랑 유공 국방부장관 감사패 - '제14회 대한민국 공로봉사상 시상식' 사회봉사대상 - 문화체육관광부장관상 |
| 2016년 | - 중국 《춘제완후이(춘완)》 특별공헌상 (한국인 팝페라가수 중 최초) - 한국사회공헌재단 선정 ‘2016 대한민국 사회공헌영웅 100인’ - 미국 'Forbes(포브스)'지 선정 '아시아에서 영향력있는 30인' (선정된 30인 중 유일한 클래식 음악가), - '2016 한류문화공헌대상' 한류클래식&팝페라부문 대상 - 대한민국 제19대 국회 미래창조과학방송통신위원장상 - 2015광주하계유니버시아드 유공 광주광역시장 감사패 - <시사저널> 선정 '2016 대한민국 차세대리더 100인' 문화부문 - '제7회 세종대왕 나눔봉사대상' 대상 - 서울특별시장상 - '제11회 대한민국 사회공헌대상' 해외봉사부문 대상 - 대한민국 제20대 국회 외교통일위원장상 - '제5회 대한민국 교육기부대상' 개인부문 대상 - 사회부총리 겸 교육부장관상 - 국방부장관 감사장 - '제15회 대한민국 공로봉사상 시상식' 전체대상 - 대한민국 국회의장상 (만 30세의 나이로 대한민국 국가의전서열 1,2위인 대통령&국회의장 관련 표창/상 모두 수상) |
| 2017년 | - 문화체육관광부장관표창 (문체부장관상과 표창 모두 수상하며 문체부 관련 2관왕 달성) - 제11회 다산대상 시상식 문화예술부문 대상 (역대 수상자들 중 최연소 나이로 수상) - 제18회 보훈문화상 시상식 개인부문 대상 및 국가보훈처장상 |
| 2018년 | - 대한민국 제20대 국회 국방위원장상 - 제1회 대한민국교육문화체육공헌대상 문화부문 대상 - 대한민국 제20대 국회 문화체육관광위원장표창 |
| 2019년 | - 대한적십자사 회원유공장 최고명예장 - 대한적십자사총재표창 |
| 2024년 | - 제20회 한국이미지상 머릿돌상 |
| 2024년 | - 국민훈장 동백장 (역대 최연소 수훈) |

## 광고모델(TV, RADIO CF 및 지면, 배경음악) 경력
| 방송년도 | 기업명                             | 브랜드명                                                   | 종류                                                      | 공동 출연            |
| -------- | ---------------------------------- | ---------------------------------------------------------- | --------------------------------------------------------- | -------------------- |
| 2003년   | 동아제약                           | 〈박카스〉                                                 | 의약품(지면광고 출연)                                     |                      |
| 2003년   | KTF(현재 KT올레)                   | 〈KTF〉                                                    | 통신(TV CF 출연 및 배경음악 삽입)                         |                      |
| 2004년   | JAL일본항공                        | 〈JAL〉                                                    | 항공(TV CF 배경음악 삽입)                                 |                      |
| 2004년   | CCI미국코튼클럽인터내셔널&소니뮤직 | 〈CCI & Sony Music Collaboration〉                         | 섬유회사와 음반회사 공동합작(TV CF 출연 및 배경음악 삽입) |                      |
| 2005년   | 웅진출판사                         | 〈임형주의 Only One〉                                      | 도서(RADIO 광고 출연 및 배경음악 삽입)                    |                      |
| 2005년   | 현대자동차                         | 〈그랜저TG〉                                               | 자동차(TV CF 배경음악 삽입)                               |                      |
| 2005년   | LG전자                             | 〈디오스 냉장고〉                                          | 전자제품(TV CF 배경음악 삽입)                             | 고현정               |
| 2006년   | 일본마사회                         | 〈JRA〉                                                    | 국가협력기관(TV CF 배경음악 삽입)                         |                      |
| 2006년   | 유성건설                           | 〈유성 푸르나임 르노블〉                                   | 아파트(TV CF, 지면 출연 및 배경음악 삽입)                 |                      |
| 2006년   | 온세통신                           | 〈00365 국제전화〉                                         | 통신(TV CF 배경음악 삽입)                                 |                      |
| 2007년   | 대한적십자사                       | 〈2007 적십자회비 모금캠페인〉                             | 공익광고(TV CF 출연 및 노개런티 재능기부)                 | 이순재, 박수홍, 마야 |
| 2009년   | 삼성전자                           | 〈하우젠 에어컨〉                                          | 전자제품(TV CF 배경음악 삽입)                             | 김연아               |
| 2009년   | 미샤화장품                         | 〈미샤 M 퍼펙트커버 BB크림, 나이트 레볼루션 크림〉         | 화장품(TV CF 배경음악 삽입)                               | 윤세아               |
| 2015년   | KT올레                             | 〈GIGA LTE, GIGA Wifi, 올레멤버쉽 다운업프리 총 3편 전부〉 | 통신(TV CF 출연)                                          | 류승룡               |
| 2015년   | 사회복지공동모금회 사랑의열매      | 〈2015 연말모금캠페인〉                                    | 공익광고(TV CF 배경음악 삽입 노개런티 재능기부)           |                      |

## 공식 영문 이름 표기
영문 이름은 공식적으로 Lim Hyung Joo 혹은 Lim Hyung-joo로 표기되고 있으며, 간혹 Lim Hyung Ju로도 표기되는 경우도 있지만 이것은 공식적인 표기는 아니다.